# 范希朝
范 希朝（はん きちょう、生年不詳 - 814年）は、唐代の軍人。字は致君。本貫は河中府虞郷県。

## 経歴
建中2年（781年）、邠寧虞候となった。軍政の事務を修めて、邠寧節度使の韓遊瓌に仕えた。建中4年（783年）、徳宗が奉天に避難すると、希朝は防戦に功績があり、御史中丞を兼ね、寧州刺史となった。韓遊瓌が奉天から邠州に帰ると、希朝の名声が高いのを憎んで、希朝を殺そうとした。希朝は恐れて、鳳翔府に逃亡した。徳宗はこのことを聞くと、希朝を長安に召し出して、左神策軍に置いた。貞元14年（798年）、韓遊瓌が死去すると、邠州の諸将は連名で希朝を節度使とするよう請願し、徳宗はこれを許可した。希朝は張献甫に節度使の位を譲り、徳宗は張献甫を邠寧節度使に任命した。数日後、希朝は振武軍節度使に任じられ、検校礼部尚書を加えられた。のちに入朝して検校尚書右僕射となり、右金吾衛大将軍を兼ねた。
貞元21年（805年）、順宗のとき、王叔文が政権を握ると、韓泰に兵権を掌握させようとした。希朝は左神策軍・京西諸城鎮行営兵馬節度使となり、奉天に駐屯したが、韓泰が副使とされ、希朝と交代する予定となった。王叔文が失脚すると、交代は中止された。永貞元年（同年）、憲宗が即位すると、希朝は検校尚書左僕射・右金吾衛大将軍となった。元和2年（807年）、検校司空・霊州大都督府長史・朔方霊塩節度使として出向した。
希朝は甘州の沙陀突厥を誘って1万人を帰順させ、功績により河東節度使に転じた。元和5年（810年）、軍を率いて恒州の王承宗を討ったが、功績なく帰還した。老病のために事務をみることができないとして、左龍武軍統軍に任じられ、太子太保として致仕した。元和9年（814年）、死去した。太子太師の位を追贈された。はじめの諡は忠武といい、のちに宣武と改諡された。
希朝は当時に名将と称され、趙充国にたとえ比べられた。しかし王承宗と対峙しなかったことは、非難された。

## 伝記資料
- 『旧唐書』巻151 列伝第101
- 『新唐書』巻170 列伝第95